# Эркартсвиллер
Эркартсвиллер (фр. Erckartswiller) — коммуна на северо-востоке Франции в регионе Гранд-Эст (бывший Эльзас — Шампань — Арденны — Лотарингия), департамент Нижний Рейн, округ Саверн, кантон Ингвиллер. До марта 2015 года коммуна административно входила в состав упразднённого кантона Ла-Птит-Пьер (округ Саверн).
Площадь коммуны — 10,46 км², население — 242 человека (2006) с тенденцией к росту: 308 человек (2013), плотность населения — 29,5 чел/км².

## Население
Население коммуны в 2011 году составляло 305 человек, в 2012 году — 309 человек, а в 2013-м — 308 человек.
| 1962 | 1968 | 1975 | 1982 | 1990 | 1999 | 2006 | 2008 | 2011 | 2012 | 2013 |
| ---- | ---- | ---- | ---- | ---- | ---- | ---- | ---- | ---- | ---- | ---- |
| 200  | 207  | 209  | 214  | 207  | 212  | 242  | 261  | 305  | 309  | 308  |

Динамика населения:

## Экономика
В 2010 году из 200 человек трудоспособного возраста (от 15 до 64 лет) 144 были экономически активными, 56 — неактивными (показатель активности 72,0 %, в 1999 году — 69,4 %). Из 144 активных трудоспособных жителей работали 138 человек (73 мужчины и 65 женщин), 6 числились безработными (четверо мужчин и две женщины). Среди 56 трудоспособных неактивных граждан 9 были учениками либо студентами, 20 — пенсионерами, а ещё 27 — были неактивны в силу других причин.